# Thiago Henrique Bragato Barros
Thiago Henrique Bragato Barros (Lucélia, 1984) é um arquivista e professor universitário na Universidade Federal do Rio Grande do Sul (UFRGS). Preside a Internacional Society for Knowledge Organization e é membro de comitê editorial do periódico Knowledge Organization; organizou  eventos importantes das áreas de Organização do Conhecimento e Ciência da Informação.

## Biografia

### Formação acadêmica
Thiago Henrique Bragato Barros formou-se em Arquivologia  pela Universidade Estadual Paulista, 2007. Tem Mestrado(2008) e Doutorado em Ciência da Informação(2014)  pela mesma universidade e Pós-Doutorado em Ciência da Informação Universidade de Brasília (UnB), atualmente é bolsista de Produtividade em Pesquisa nível 2 do CNPq.

### Atuação
Em 2015, lançou o livro,  Uma trajetória da arquivística a partir da análise do discurso: inflexões histórico-conceituais], pela editora da UNESP, resultado de sua tese de doutorado. O livro buscou por meio da análise do discurso construir uma trajetória histórica da arquivologia no contexto brasileiro, canadense e espanhol.
No ano de 2022, foi eleito presidente da Internacional Society for Knowledge Organization, uma das mais importantes entidades cientificas da área de Ciência da Informação no mundo. Tem mais de 50 artigos, capítulos de  em temáticas atreladas a representação e Organização do Conhecimento, Arquivologia  e Ciência da Informação.